# Viktor Barna
Pour les articles homonymes, voir Barna.
Dans le nom hongrois Barna Viktor, le nom de famille précède le prénom, mais cet article utilise l’ordre habituel en français Viktor Barna, où le prénom précède le nom.
Viktor Barna, ou Victor Barna (né Barna Győző le 24 août 1911 à Budapest en Hongrie et mort en 1972 à Lima, Pérou, était un joueur de tennis de table hongrois puis anglais.

## Biographie
D'origine juive, il a dû changer son nom Győző Braun à l'époque où une forte vague d'antisémitisme faisait rage en Hongrie. Barna a remporté 40 médailles au Championnat du monde, dont 22 d'or, 8 d'argent et 10 de bronze. Il a été décrit par Sir Ivor Montagu, président de la Fédération Internationale de Tennis de Table (1926-67), comme « le plus grand joueur de tennis de table qui ait jamais vécu. »
En 1927, Viktor Barna a été couronné champion national junior de Hongrie.
Entre 1929 et 1938, Barna a été membre de l'équipe nationale hongroise, qui a remporté plusieurs Coupes Swaythling, le prix remis en reconnaissance de Champions du monde par équipe. Il a remporté le premier de ses cinq championnats du monde en simple en 1930, puis quatre victoires d'affilée entre 1932-1935. 
Sa plus grande performance a eu lieu en 1935 lors des championnats du monde de tennis de table à Wembley où il remporte le titre en simple homme, double homme et double mixte. Plus tard dans l'année, il se voit une nouvelle fois sacré champion du monde par équipe.
À la suite d'un accident de voiture en France, sa carrière prend un tournant puisque Viktor se casse le bras. Une plaque de platine a d'ailleurs été installée dans son avant-bras. Il a néanmoins réussi à remporter le titre mondial en double avec l'Anglais Richard Bergmann en 1939.
Tous les titres qu'il a remportés en double homme l'ont été avec Miklos Szabados, à l'exception du dernier et la plupart de ses titres en double mixte ont été glanés avec Anna Sipos. 
En septembre 1939, lors de l'éclatement de la Seconde Guerre mondiale, lui et son épouse émigrent en Amérique. Barna est retourné en Europe, afin de lutter contre les nazis. Il a rejoint l'armée britannique comme parachutiste, et a combattu en Yougoslavie. Après l'intervention britannique en Yougoslavie, Barna est resté en Angleterre. Après la guerre, il s'installe avec son épouse à Londres. Il est devenu un ressortissant britannique en 1952. Plus tard, il devient un représentant de la Dunlop Sport Société et a continué à parcourir le monde pour cette société. C'est au cours de l'une de ces visites, qu'il succombe à une attaque cardiaque.
Viktor Barna est élu au Temple de la renommée du tennis de table en 1993.